# Lehenartikel

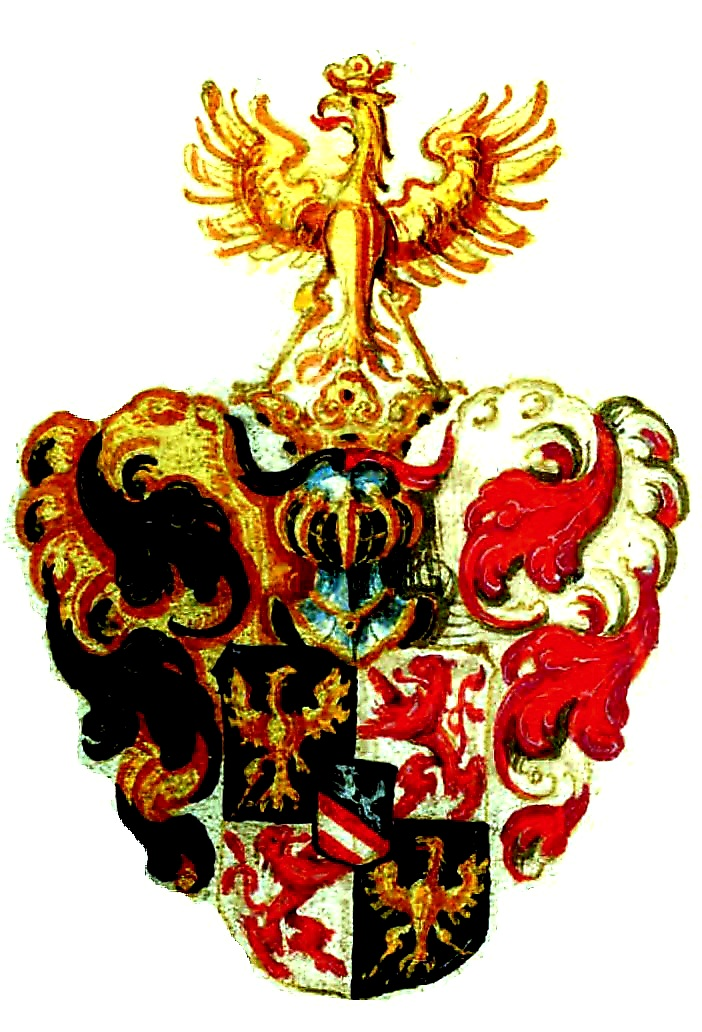
Wappen Gundorffer: in dem erzherzoglich innerösterreichischen Wappenbrief von 1612 wurde Georg Gundorffer, Verwalter der Herrschaft Rohr, ein Wappen mit (adeligem) Spangenhelm, mit Helmkrone und mit Lehenartikel verliehen. Solche Wappen wurden nach Frank in den meisten Adelsproben in der obersten Reihe (= älteste dargestellte Generation) als vollwertig toleriert.

Der Lehenartikel, bzw. in den Wappenbriefen die Formel cum articulo feudali (mit dem Lehenartikel), verlieh dem nichtadeligen Wappenbriefempfänger in der Zeit des Feudalsystems das Recht der rittermäßigen Lehensfähigkeit, die beispielsweise bei Beutellehen nicht erforderlich war. Er war damit berechtigt, adelige Lehengüter zu erwerben.
Wurde seitens des Kaisers, des Königs, des Landesfürsten, der Reichsvikare oder stellvertretend vom Hofpfalzgrafen mit dem Wappenbrief an einem Nicht-Adeligen (Patrizier; Bürger; Bauer) auch der Lehenartikel verliehen, so wurde die Lehenbesitzfähigkeit von Lehen, deren Besitz eigentlich die Ritterbürtigkeit voraussetzten, erteilt. Damit konnten ein adeliger Ansitz oder ein Burglehn erworben werden.
Nach dem Deutschen Adelsrechtsausschuß, der die adelsrechtliche Aufsicht über das Deutsche Adelsarchiv und dessen Veröffentlichungen hat, wie etwa das Gothaische Genealogische Handbuch, war der durch einen Wappenbrief mit Lehenartikel Privilegierte berechtigt, auch solche Lehen zu tragen, die eigentlich an die Ritterbürtigkeit gebunden waren. So folgert auch Helmut Karigl, bzw. bezieht sich auf die Feststellung, „dass der Lehenartikel im bürgerlichen Wappen ein Widerspruch sei [...] Wohl jedoch ist mit dem Lehenartikel das Kriterium der Rittermäßigkeit gegeben, dem Beliehenen wurden somit adelige Qualitäten zuerkannt, obwohl er nicht adelig war; die Verleihung eines Wappens mit Lehenartikel stufte den Begünstigten zwischen Wappenträger ohne Lehenartikel und Geadeltem ein.“
Der Generaldirektor der Staatlichen Archive Bayerns Heinz Lieberich verweist auf die mittelalterliche Rechtsauffassung, dass es sich bei dem Lehenartikel um die Zubilligung der Rittermäßigkeit handelte. Die Rittermäßigkeit stand im Mittelalter in keinem Widerspruch zur Bürgerlichkeit. Karl Friedrich von Frank sieht wie Karigl im Lehenartikel „das Kriterium der Rittermäßigkeit gegeben.“ Beispielsweise betrachtete der 1669 ins Patriziat der freien Reichsstadt Ravensburg immatrikulierte Clemens Christoph Tafinger den seiner Familie 1549 erteilten Wappenbrief mit Lehenartikel als Reichsritterdiplom.
Da die Ritterbürtigkeit die Abstammung von vier adeligen Großeltern voraussetzte und mit dem Lehenartikel häufig als Wappenbesserung die Verleihung der Helmkrone und des Spangenhelms einherging, „wurden solche Wappen mit Lehenartikel (und Krone) in den meisten Ahnenproben in der obersten Reihe als vollwertig toleriert“. Auch wenn die Verleihung des Wappenbriefs mit Lehenartikel an die Verleihung des Adels (Nobilitierung) mittels Adelsbrief schon nah heranreichte, so hat sie ihr adelsrechtlich doch nicht 1:1 entsprochen.
Hingegen vertrat der Rechtshistoriker Lieberich die Auffassung, dass der Gotha „die frühen“ Wappenbriefe mit Lehenartikel als Adelsdiplome gelten lasse. Belege dazu lassen sich anhand einzelner Stammfolgen im Gothaischen Genealogischen Taschenbuch festmachen. 1591 erteilte Kaiser Rudolf II. den Brüdern Johann, Jacob, Conrad, Simon und Peter Andler einen Wappenbrief mit Lehenartikel und Krone. Als Kaiser Leopold I. seinem Reichshofrat Franz Friedrich Andler 1671 den Ritterstand verlieh, wurde im entsprechenden Diplom bestätigt, dass Rudolf II. den Großvater Andlers samt zweier Brüder bereits in den Adelsstand gehoben hatte.
Da die (bürgerlichen) Wappen mit Lehenartikel allerdings nicht nur mit eigentlich dem Adel vorbehaltenen Spangen- bzw. Bügelhelm verliehen wurden, sondern häufig mit dem älteren Stechhelm, der dann in der „Papierheraldik“ bzw. „Kanzleiheraldik“ zum Typus des standardmäßig bürgerlichen Helms wurde, ist den bürgerlichen Wappen mit Stechhelm, aber ohne Helmkrone, nicht anzusehen, ob sie mit Lehenartikel verbunden sind oder nicht. Der Lehenartikel ist grundsätzlich der Wappenbeschreibung im zugehörigen Wappenbrief zu entnehmen. Wappen mit gekrönten Helmen (Stechhelm wie Spangenhelm) waren immer mit dem Lehenartikel im Wappenbrief verbunden.